# Namco Museum
Namco Museum es una compilación de videojuegos de Namco, originalmente hecha para PlayStation como un Museo y un compilatorio, pero luego fue tan solo una compilación y ya no un museo desde el Nintendo 64, Dreamcast y Game Boy Advance. A partir de Namco Museum Remix y Megamix Namco Museum volvió a tener algo similar a un museo.

## Volúmenes
Namco Museum consta de 5 volúmenes más uno con el nombre de Namco Museum Encore, siendo este exclusivo de Japón.

### Volumen 1
El Volumen 1 consta de los siguientes juegos:
- Pac-Man
- Galaga
- Pole Position
- Bosconian
- Rally X
- New Rally X
- Toy Pop

Todos estos juegos tienen un respectiva sala, excepto New Rally X, quien comparte la sala de Rally X.

### Volumen 2
El Volumen 2 consta de los siguientes juegos
- Super Pac-Man (Cutie Q en la versión japonesa)
- Xevious
- Mappy
- Gaplus (Tricuela de Galaga)
- Grobda
- Dragon Buster

A pesar de que ni Cutie Q ni Toy Pop no salieron de Japón, este es uno de los volúmenes que reemplaza un juego japonés por uno que salió internacionalmente (Cutie Q por Super Pac-Man)

### Volumen 3
El volumen 3 incluye los siguientes juegos
- The Tower of Duraga
- Dig Dug
- Phozon
- Ms. Pac-Man
- Pole Position 2 (Secuela de Pole Position)
- Galaxian

Este es uno de los volúmenes que incluye una secuela no oficial de Pac-Man (Ms Pac-Man) en la versión japonesa

### Volumen 4
El Volumen 4 incluye los siguientes juegos:
- Pac-Land
- Ordyne
- The Genji and the Heike Clans
- Assault
- The return of Ishtar

En este volumen, Pac-Man posee una nariz más corta en Pac-Land. Al entrar al menú de los juegos, se podrá escuchar que los de seleccionar una opción, navegar, o salir del menú, son sacados del juego seleccionado, lo mismo ocurre con la fuente.

### Volumen 5
Este es el último volumen de las versiones internacionales (excepto Japón donde salió un volumen exclusivo con el nombre de Namco Museum Encore). Incluye los siguientes juegos:
- The legend of Valkyrie
- Baraduke
- Dragon Spirit
- Pac-Mania
- Metro-Cross

### Encore
Se considera como el sexto volumen de la serie, el cual incluye:
- King & Balloon
- Motos
- Sky kid
- Rolling Thunder
- Wonder Momo
- Rompers
- Dragon Saver

## Namco Museum (desde 1999)
Las nuevas versiones de Namco Museum se retira el museo.

### Namco Museum (GBA y Dreamcast) y Namco Museum 64
En estas versiones se encuentran:
- Pac-Man (Exc. en GBA)
- Ms. Pac-Man
- Galaga
- Galaxian
- Pole Position
- Dig Dug

### Namco Museum (PlayStation 2, Xbox y GameCube)
En estas versiones se encuentran, además de los juegos de Namco Museum 64:
- Pac-Man Arrangement
- Galaga Arrangement
- Dig Dug Arrangement
- Pac-Attack (Req. 25 000 puntos -o 20 000 en Gamecube- en Pac-Man)
- Pac-Mania  (Req. 20 000 puntos -o 15 000 en Gamecube- en Ms. Pac-Man)
- Pole Position II

Esta entrega sería la primera en compilar juegos de consolas.
- Datos: Q2248626